# Markovce
Markovce é um município da Eslováquia, situado no distrito de Michalovce, na região de Košice. Tem 8,02 km² de área e sua população em 2018 foi estimada em 1.030 habitantes.

## Demografia
| Ano:        | 1994 | 2004    | 2014    | 2024    |
| ----------- | ---- | ------- | ------- | ------- |
| Broj ljudi: | 655  | 808     | 936     | 1081    |
| Razlika:    |      | +23,35% | +15,84% | +15,49% |

| Ano:               | 2023 | 2024   |
| ------------------ | ---- | ------ |
| Número de pessoas: | 1073 | 1081   |
| Diferença:         |      | +0,74% |